# إيوثيديموس الثاني
إيوثيديموس الثاني كان ملكاً من الملوك الإغريقيين البختريين، والذي حكم في الفترة ما بين 185-180 سنة قبل الميلاد.
خلف إيوثيديموس الثاني حكم والده الملك ديميتريوس الأول البختري؛ ويعتقد أن هناك صلة قرابة مع الأباطرة الصينيين في تلك الفترة.